# 賴肖爾日本研究所
賴肖爾日本研究所（Edwin O. Reischauer Institute of Japanese Studies）是一個哈佛大學的研究所，專注於日本研究。它由埃德溫·賴肖爾在1973年創立，當時命名為哈佛日本研究所（Japan Institute at Harvard），在1985年哈佛大學為了紀念他的75歲壽辰而將其改名為現名。

## 歷任所長
- 埃德溫·賴肖爾，1974-1981
- Donald Shively, 1981-1983
- Albert M. Craig, 1983-1985
- Howard Hibbett, 1985-1988
- Harold Bolitho, 1988-1991
- 入江昭，1991-1995
- Helen Hardacre, 1995-1998
- 安德魯·戈登，1998-2004；2011-2012
- Susan Pharr, 2002-2003; 2004-2011
- Theodore C. Bestor, 2012–present

## 外部連結
- 研究所官方網站 （页面存档备份，存于）